# Beniamiszek
Beniamiszek – polski dramat z 1975 roku w reżyserii Włodzimierza Olszewskiego. On też jest autorem scenariusza, który powstał na podstawie opowiadania Iwana Turgieniewa Koniec Czertopchanowa. Zdjęcia do filmu zrealizował Stanisław Loth, który otrzymał za nie nagrodę na Festiwalu Polskich Filmów Fabularnych w Gdyni.

## Obsada
- Bogusz Bilewski jako Jacek Żegota
- Maciej Damięcki jako Ignac, służący Żegoty
- Janusz Gajos jako handlarz
- Arkadiusz Bazak jako kościelny
- Aleksander Fogiel jako naczelnik
- Ewa Dałkowska jako Hanka
- Leszek Teleszyński jako hrabia
- Ewa Markowska jako hrabina
- Jacek Ryniewicz jako myśliwy
- Stanisław Łopatowski jako myśliwy
- Jerzy Moes jako myśliwy
- Jerzy Celiński jako myśliwy
- Juliusz Lisowski jako chłop